# Severin (Domsühl)
Severin – dzielnica gminy Domsühl w Niemczech, w kraju związkowym Meklemburgia-Pomorze Przednie, w powiecie Ludwigslust-Parchim, w związku gmin Parchimer Umland. Do 24 maja 2014 samodzielna gmina.